# 1203년

## 연호
- 남송(南宋) 가태(嘉泰) 3년
- 금(金) 태화(泰和) 3년
- 일본(日本) 겐닌(建仁) 3년
- 서하(西夏) 천경(天慶) 10년
- 리 왕조(李朝) 티엔자바오흐우(天嘉寶祐) 2년

## 기년
- 남송(南宋) 영종(寧宗) 9년
- 금(金) 장종(章宗) 14년
- 고려(高麗) 신종(神宗) 6년
- 서하(西夏) 환종(桓宗) 10년
- 리 왕조(李朝) 고종(高宗) 28년

## 사건
케레이트의 멸망